# Łukasz Gutkowski
Łukasz Gutkowski (21 marzo 1998) è un pentatleta polacco.

## Biografia
Ai mondiali di Città del Messico 2018 ha ottenuto il 32º posto nell'individuale e il 9º nella staffetta.
Ai Giochi mondiali militari di Wuhan 2019 ha ottenuto il bronzo nella classifica a squadre con Sebastian Stasiak e Szymon Staśkiewicz.
Ai mondiali di Budapest 2019 si è piazzato 8º nella staffetta.
Ha rappresentato la Polonia ai Giochi olimpici estivi di Tokyo 2020 e Rio de Janeiro 2016, classificandosi 12º nella gara individuale.
Agli europei di Székesfehérvár 2022 ha vinto l'argento nella staffetta con Kamil Kasperczak. Si è classificato 4º nell'individuale e nella classifica a squadre.
Ai Giochi europei di Pentathlon moderno ai III Giochi europei ha ottenuto l'8º posto nell'individuale.

## Palmarès
- Europei

Székesfehérvár 2022: argento nella staffetta;
- Giochi mondiali militari

Wuhan 2019: bronzo a squadre;